# Ortocone
Un ortocone è un guscio fossile, di solito, lungo e rettilineo appartenente ad un cefalopode nautiloide. Nel corso dei secoli XVIII e XIX, tutti i gusci di questo genere sono stati nominati Orthoceras ed è ormai noto che molti gruppi di nautiloidi svilupparono e/o mantennero questo tipo di guscio.
Un ortocone può essere interpretato come una conchiglia di Nautilus, ma con il guscio dritto e srotolato. In precedenza si credeva che questi rappresentassero la forma più primitiva dei nautiloidi, ma è ormai noto che i primi nautiloidi avevano conchiglie leggermente curve. Tra le forme evolute ortoconiche tra i cefalopodi, sono principalmente gli ellesmeroceridi, gli endoceridi, gli actinoceridi, gli ortoceridi ed i bactritidi.
Gli ortoconi vissero tra il tardo Cambriano ed il tardo Triassico, ma erano più comuni nei primi anni del Paleozoico. Forme evolute di ortoconi si possono riscontrare in altri gruppi di cefalopodi, come le ammoniti baculiti del Cretaceo. Le dimensioni degli ortoconi variano dal pollice fino ai cinque metri di lunghezza, in alcuni endoceridi dell'Ordoviciano.